# Andreotto van Arborea
Andreotto van Arborea (?- 3 april 1308) was de Giudice (rechter-heerser) van Arborea vanaf 1304. Hij was de oudste zoon van Giovanni en Vera Cappai. 
Andreotto van Arborea regeerde samen met zijn broer Mariano III, maar hij had de grootste macht en de titel van autocrator Basileus. In 1308 kreeg Andreotto de kastelen van Serravalle di Bosa, Planargia en Costaville cadeau van de familie Malaspina. Na het overlijden van Andreotto in 1308 bleven de kastelen in het bezit van de familie van Arborea.